# 高峰 (1962年9月)
高峰（1962年9月—），中华人民共和国公安部高级警官。

## 生平
1983年，华东政法学院法律系毕业后，进公安部经济保卫局工作，历任办事员、科员、科长、副处长、处长。
2000年10月，任公安部经济犯罪侦查局副局长。2013年12月，任公安部经济犯罪侦查局政委。2015年8月，任公安部经济犯罪侦查局局长。
2016年12月30日，中国人民公安大学党委副书记、校长曹诗权到公安部经侦局，为高峰局长等7位同志颁发了公安大学专业学位硕士研究生校外导师聘书。